# Bybeana schawalleri
Bybeana schawalleri là một loài bọ cánh cứng trong họ Cerambycidae.